# Myosotis litoralis
Myosotis litoralis är en strävbladig växtart som beskrevs av John Stevenson och Fisch.. Myosotis litoralis ingår i släktet förgätmigejer, och familjen strävbladiga växter. Inga underarter finns listade i Catalogue of Life.